# Зігмар Польке
Зігмар Польке (нім. Sigmar Polke 13 лютого 1941, Олесьниця, Сілезія, Німеччина  — 11 червня 2010, Кельн, Німеччина) — один з найбільших майстрів німецького постмодернізму. Протягом усього творчого шляху Польке захоплюється експериментами з різними техніками і технологіями, віртуозно поєднуючи класичний офорт з ультрасучасними технологіями. Зігмару Польке притаманний особливий художній метод і образотворча мова. Художник включає в свої твори найрізноманітніші іронічні цитати: від зображень, які нагадують газетні фотознімки і комікси, до фрагментів, що асоціюються з мистецтвом поп-арту. Часто твори забезпечені дотепними підписами, нерідко з відтінком абсурду, наприклад: "Для того, щоб огірки довго зберігали свіжість, потрібно пофарбувати їх, перебуваючи "заздалегідь вдячними "". Стояв біля витоків зародження напрямки капіталістичного реалізму.

## Біографія
Зігмар Польке народився 13 лютого 1941 року в силезькій Олесниці (нині Польща). У 1945 — переїжджає з сім'єю в Тюрінгії (ФРН). Його сім'я емігрувала зі Східної Німеччини в Західну в 1953 р через встановлення в ній комуністичного режиму.

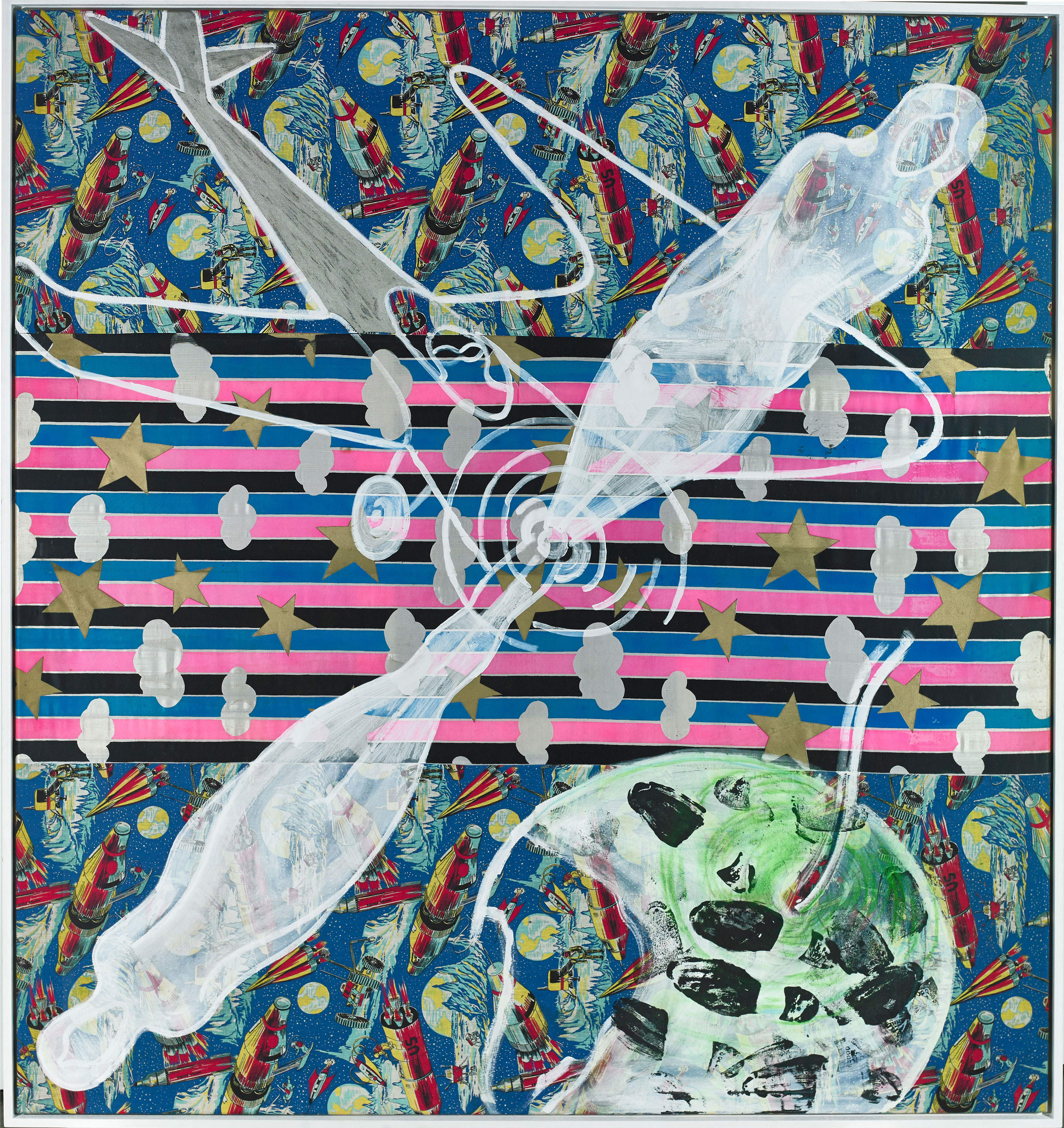
Поп-арт від Польке, Propellerfrau (1969)

У 1959 — 60 -х Польке навчався в майстерні по розпису скла на заводі з виробництва декоративного скла і, тяжіючи до мистецтва, проводив багато часу в галереях і музеях країни, поки в 20 років не вступив до художньої школи в Дюссельдорфі. Там він написав картини, які включали в себе також і фотографії на полотні. У 1963 році — перша виставка, Польке засновує разом з Конрадом Фішер-Люге і Герхардом Ріхтером «капіталістичний реалізм». Після закінчення в 1968 році він видав власний альбом (portfolio), що складається з чотирнадцяти фотографій, на яких були зображені його настільні скульптури і його перформанс.
За наступні чотири роки він зробив тисячі фотографій, які ніколи не друкувалися, і кілька фільмів, що не були показані, і все через відсутність грошей. Вивчивши самостійно фотозйомку, Польке став експериментувати з хімічними проявниками і закріплювачми, додаючи елементи неточності і випадковостей в закінчені роботи.
У 1970—1971 -х художник викладає в Вищій школі мистецтв Гамбурга. У 70-і Польке зробив ряд навколосвітніх подорожей, займаючись фотозйомкою в Парижі, Нью-Йорку, Афганістані та Бразилії. У 1973 переїжджає в село Гаспельсхоф під Вілліхом, Нижній Рейн. У 1974 — подорожує по Пакистану і Афганістану. З 1977 по 1991 Польке працює професором у Вищій школі мистецтв Гамбурга. У 1978 — переїжджає до Кельну. У 1980 — 81 — подорожує до Австралії, Нової Гвінеї, Південно-Східної Азії.
Помер 11 червня 2010 року в Кельні від раку. Похований на кладовищі Мелатен (Melaten-Friedhof).

## Експерименти з живописом
Польке шукає альтернативу засобам традиційного живопису. Він експериментує в своєму ательє і фотолабораторії, працюючи з різними матеріалами, фарбами та форматами. Відповідно до законів живопису він фотографує об'єкти, переносячи потім на полотно світлочутливі хімічні сполуки. Він просочує декоративні тканини особливими складами, щоб зробити їх прозорими. Він малює, пише, вирізає, робить колажі, працює з усім — від скла до паперу. В цей час про нього починають говорити як про «алхіміка», маючи на увазі його прагнення оживити свої картини, які перетворюються в самостійні організми. Йому цікаво, як поведуть себе разом різні лаки, розчини, нітрат срібла, барій, метанол або спирт на поверхні картини. Кажуть, що в свої пекельні суміші він навіть додавав небезпечний, що містить миш'як зелений пігмент. І хоча він не дуже велике значення надавав «впливу» мистецтва, проте він писав твори, повні таємничих ефектів. Деякі з цих речей були створені під впливом галюциногенних препаратів .
У 1986 році Польке вразив глядачів Венеційської бієнале своєю роботою в німецькому павільйоні. На стіні павільйону за допомогою спеціальної суміші він намалював абстрактну композицію, фарби якої змінювалися в залежності від освітленості, часу доби, вологості і температури повітря, а також і кількості глядачів в приміщенні. Якщо павільйон був сповнений, стіна голубіла. Якщо хмари збиралися на небі, композиція ставала рожевою. За цю роботу, названу їм «Котел алхіміка», журі виставки присудило Польке «Золотого лева» в області живопису.

«Картини теж ображаються, якщо на них ніхто не дивиться», — казав Польке. Багато води утекло з тих пір, як він сам розклав їх зображенням вниз на підлозі залу Дюссельдорфського виставкового залу, закривши вхід на свою персональну виставку ґратами, на яких висів плакат: «Мистецтво робить вільним». Крізь його пізні роботи із серії «Чарівний ліхтар» (Laterna magica), зроблені на шарі прозорого пластика, глядач бачить не тільки лицьову, а й тильну сторону картини. З часу великих персональних виставок Польке в США (1990 — 92), Амстердамі (1992), Бонні (1997), Берліні (1997) і в музеї сучасного мистецтва в датському містечку Хумлебек (2001) все, що робив цей майстер, стає об'єктом загальної уваги і захоплення.

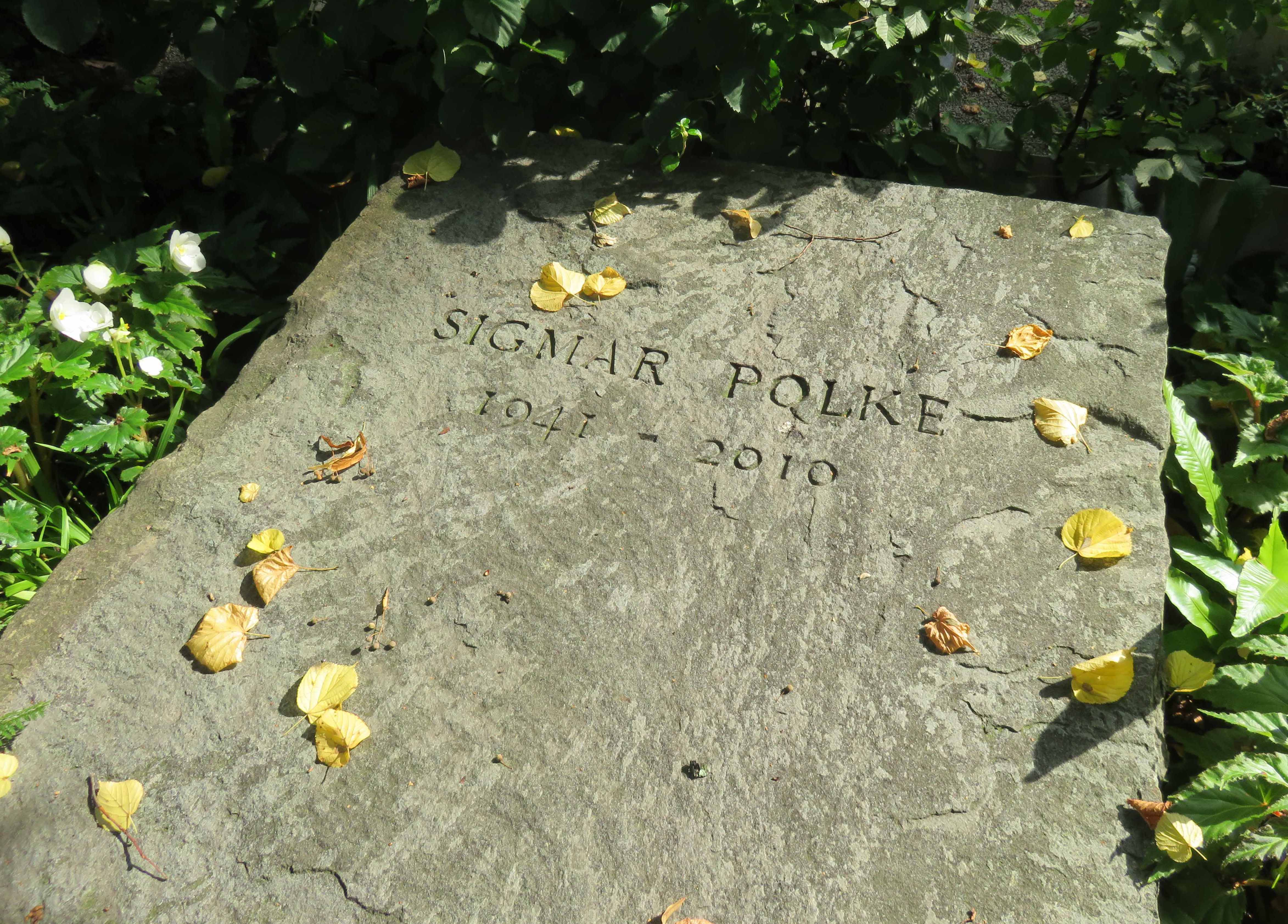
Надгробний камінь на кладовищі Melaten-Friedhof

## Премії і нагороди
- 1986 — премія «Золотий лев» на XLII Венеційської бієнале .
- 1988 — Баден-Вюртемберзька міжнародна премія з живопису.
- 2007 — премія Рубенса